# Криничный 2-й
Криничный 2-й — упразднённый хутор в Чертковском районе Ростовской области. Входил в состав Маньковского сельского поселения. Исключен из учётных данных в 2004 году.

## География
Располагался в вершине балки Криничная, на расстоянии, примерно, в 4,5 км по прямой к северо-западу от села Сохрановка.

## История
Возник как одно из производственных отделений совхоза «Чертковский».

## Население
| 1989 | 2002 |
| ---- | ---- |
| 16   | ↘9   |

Национальный состав
Согласно результатам переписи 2002 года, в национальной структуре населения русские составляли 100 % из 9 чел..